# Simbad e il califfo di Bagdad
Simbad e il califfo di Bagdad è un film del 1973, diretto da Pietro Francisci, al suo ultimo film.

## Trama
Simbad, un giovane marinaio, reduce da innumerevoli viaggi in tutto l'Oriente, approda a Baghdad. Due simpatici imbroglioni lo portano in una taverna, e lì, dopo averlo drogato, lo vendono come schiavo al proprietario della taverna stessa, che lo imbarcherà sulla sua nave. Mentre è stordito, il mercante fa aggredire i due imbroglioni e rende schiavi anche loro, in qualità di cuoco e sguattero di bordo. Mentre Simbad fatica ad accettare la sua nuova condizione, sale sulla nave Sherazade, promessa sposa del califfo di Bagdad, dalla quale rimane affascinato. Ritrovati Firùz e Bamàn, Simbad li costringe ad aiutarlo ad incontrare Sherazade. Anche lei è affascinata da Simbad, ma considera che se fuggissero dal destino comune di schiavitù, il loro amore non li salverebbe da una vita di povertà e dalla paura di essere braccati. E quindi lo respinge. Il capitano della nave scopre che il marinaio si è introdotto nella cabina della preziosa passeggera e lo condanna al taglio della testa. Firùz e Baman, per salvarlo, cercano di prendersi la responsabilità di quanto è successo, ma il loro padrone è spietato e condanna anche loro. Quando sembra che niente possa salvarli, Sherazade interviene, e i tre vengono graziati. Invece di essere decapitati, vengono messi su una scialuppa con pochi viveri e lasciati alla fortuna. Simbad cerca di guidare la sua piccola ciurma verso terra, ma una misteriosa corrente li prende, e li getta su un'isola disabitata e popolata di relitti di navi e resti di marinai. Non ci sono alberi, né sorgenti d'acqua, e la loro sorte sembra segnata. Firùz e Bamán si rassegnano a dare fondo alle scorte di cibo e poi a lasciarsi andare all'oblio dell'hashish, che permette di passare dal sogno alla morte senza accorgersene, e in un primo momento anche Simbad non vede altra via d'uscita dalla terribile situazione. I tre accendono il fornello di uno strano trabiccolo, che sembra una piccola barca naufragata. Quando la barca inizia a sollevarsi si rendono conto di essere su un mezzo che può portarli via dall'isola: una mongolfiera. Arrivano dunque di nuovo a Baghdad.
Dopo altre peripezie, contribuiscono a rovesciare il califfo, gemello perduto di Simbad, e a fuggire con Sherazad, ricchi.